# STS-51-J
إس تي إس-51-جا (بالإنجليزية: STS-51-J)‏ الرحلة الحادية والعشرون ضمن برنامج مكوك الفضاء لوكالة ناسا، والرحلة الأولى على متن مكوك الفضاء أتلانتيس، انطلقت الرحلة في 3 أكتوبر 1985 من مركز كينيدي للفضاء ، وهبطت في 7 أكتوبر في قاعدة إدواردز الجوية، بعد أربعة أيام مكثتها الرحلة في الفضاء، خصصت البعثة لوزارة الدفاع وتم نشر نظام أقمار صناعية للاتصالات خاص للوزارة، حملت الرحلة خمسة رواد الفضاء.